# سینت کیلدا وست، ویکتوریا
سینت کیلدا وست (به انگلیسی: St Kilda West) یک حومه شهر در استرالیا است که در ویکتوریا (استرالیا) واقع شده‌است.